# 小行星574
小行星574（574 Reginhild）是一颗围绕太阳公转的小行星。1905年9月19日，馬克斯·沃夫在海德堡描述了此天体。
該小行星的命名依据不明，可能是和其临时编号1905 RD有关。
这颗小行星的绝对星等为12.3等。

## 相关條目
- 小行星列表/10001-11000

## 外部連結
- Asteroid Lightcurve Database (LCDB) （页面存档备份，存于）, query form (info （页面存档备份，存于）)
- Dictionary of Minor Planet Names, Google books
- Discovery Circumstances: Numbered Minor Planets (10001)-(15000) （页面存档备份，存于） – Minor Planet Center
- 小行星574 at AstDyS-2, Asteroids—Dynamic Site
  - Ephemeris · Observation prediction · Orbital info · Proper elements · Observational info
- NASA JPL小天體瀏覽器上的小行星574

| 前一小行星： 小行星573 | 小行星列表 | 後一小行星： 小行星575 |